# Arrondissement Auch
Das Arrondissement Auch ist eine Verwaltungseinheit des französischen Départements Gers innerhalb der Region Okzitanien. Verwaltungssitz (Präfektur) ist Auch.
Im Arrondissement liegen zehn Wahlkreise (Kantone) und 134 Gemeinden.

## Wahlkreise
- Kanton Astarac-Gimone (mit 9 von 40 Gemeinden)
- Kanton Auch-1 (mit 2 von 6 Gemeinden)
- Kanton Auch-2
- Kanton Auch-3 (mit 3 von 10 Gemeinden)
- Kanton Baïse-Armagnac (mit 2 von 15 Gemeinden)
- Kanton Fezensac (mit 26 von 33 Gemeinden)
- Kanton Gascogne-Auscitaine
- Kanton Gimone-Arrats (mit 6 von 36 Gemeinden)
- Kanton L’Isle-Jourdain
- Kanton Val de Save

## Gemeinden
Die Gemeinden des Arrondissements Auch sind:
| 1. Ansan (32002)                     | 2. Antras (32003)               | 3. Aubiet (32012)                | 4. Auch (32013)                  |
| 5. Augnax (32014)                    | 6. Auradé (32016)               | 7. Aurimont (32018)              | 8. Auterive (32019)              |
| 9. Ayguetinte (32024)                | 10. Bazian (32033)              | 11. Beaupuy (32038)              | 12. Bédéchan (32040)             |
| 13. Belmont (32043)                  | 14. Betcave-Aguin (32048)       | 15. Bézéril (32051)              | 16. Bezolles (32052)             |
| 17. Biran (32054)                    | 18. Blanquefort (32056)         | 19. Bonas (32059)                | 20. Boulaur (32061)              |
| 21. Cadeillan (32069)                | 22. Caillavet (32071)           | 23. Callian (32072)              | 24. Castelnau-Barbarens (32076)  |
| 25. Castéra-Verduzan (32083)         | 26. Castillon-Debats (32088)    | 27. Castillon-Massas (32089)     | 28. Castillon-Savès (32090)      |
| 29. Castin (32091)                   | 30. Cazaux-d’Anglès (32097)     | 31. Cazaux-Savès (32098)         | 32. Clermont-Savès (32105)       |
| 33. Crastes (32112)                  | 34. Duran (32117)               | 35. Endoufielle (32121)          | 36. Escornebœuf (32123)          |
| 37. Espaon (32124)                   | 38. Frégouville (32134)         | 39. Garravet (32138)             | 40. Gaujac (32140)               |
| 41. Gaujan (32141)                   | 42. Gazax-et-Baccarisse (32144) | 43. Gimont (32147)               | 44. Giscaro (32148)              |
| 45. Jegun (32162)                    | 46. Juilles (32165)             | 47. Justian (32166)              | 48. L’Isle-Arné (32157)          |
| 49. L’Isle-Jourdain (32160)          | 50. Labastide-Savès (32171)     | 51. Lahas (32182)                | 52. Lahitte (32183)              |
| 53. Lartigue (32198)                 | 54. Lavardens (32204)           | 55. Laymont (32206)              | 56. Leboulin (32207)             |
| 57. Lias (32210)                     | 58. Lombez (32213)              | 59. Lupiac (32219)               | 60. Lussan (32221)               |
| 61. Marambat (32231)                 | 62. Marestaing (32234)          | 63. Marsan (32237)               | 64. Maurens (32247)              |
| 65. Mérens (32251)                   | 66. Mirannes (32257)            | 67. Mirepoix (32258)             | 68. Monblanc (32261)             |
| 69. Monferran-Savès (32268)          | 70. Mongausy (32270)            | 71. Montadet (32276)             | 72. Montamat (32277)             |
| 73. Montaut-les-Créneaux (32279)     | 74. Montégut (32282)            | 75. Montégut-Savès (32284)       | 76. Montiron (32288)             |
| 77. Montpézat (32289)                | 78. Mourède (32294)             | 79. Nizas (32295)                | 80. Noilhan (32297)              |
| 81. Nougaroulet (32298)              | 82. Ordan-Larroque (32301)      | 83. Pavie (32307)                | 84. Pébées (32308)               |
| 85. Pellefigue (32309)               | 86. Pessan (32312)              | 87. Peyrusse-Grande (32315)      | 88. Peyrusse-Massas (32316)      |
| 89. Peyrusse-Vieille (32317)         | 90. Polastron (32321)           | 91. Pompiac (32322)              | 92. Preignan (32331)             |
| 93. Préneron (32332)                 | 94. Pujaudran (32334)           | 95. Puycasquier (32335)          | 96. Puylausic (32336)            |
| 97. Razengues (32339)                | 98. Riguepeu (32343)            | 99. Roquebrune (32346)           | 100. Roquefort (32347)           |
| 101. Roquelaure (32348)              | 102. Roques (32351)             | 103. Rozès (32352)               | 104. Sabaillan (32353)           |
| 105. Saint-André (32356)             | 106. Saint-Arailles (32360)     | 107. Saint-Caprais (32467)       | 108. Sainte-Christie (32368)     |
| 109. Saint-Élix-d’Astarac (32374)    | 110. Sainte-Marie (32388)       | 111. Saint-Jean-Poutge (32382)   | 112. Saint-Lary (32384)          |
| 113. Saint-Lizier-du-Planté (32386)  | 114. Saint-Loube (32387)        | 115. Saint-Martin-Gimois (32392) | 116. Saint-Paul-de-Baïse (32402) |
| 117. Saint-Pierre-d’Aubézies (32403) | 118. Saint-Sauvy (32406)        | 119. Saint-Soulan (32407)        | 120. Samatan (32410)             |
| 121. Saramon (32412)                 | 122. Sauveterre (32418)         | 123. Sauvimont (32420)           | 124. Savignac-Mona (32421)       |
| 125. Ségoufielle (32425)             | 126. Sémézies-Cachan (32428)    | 127. Seysses-Savès (32432)       | 128. Simorre (32433)             |
| 129. Tirent-Pontéjac (32447)         | 130. Tournan (32451)            | 131. Tourrenquets (32453)        | 132. Tudelle (32456)             |
| 133. Vic-Fezensac (32462)            | 134. Villefranche (32465)       |                                  |                                  |

## Neuordnung der Arrondissements 2017

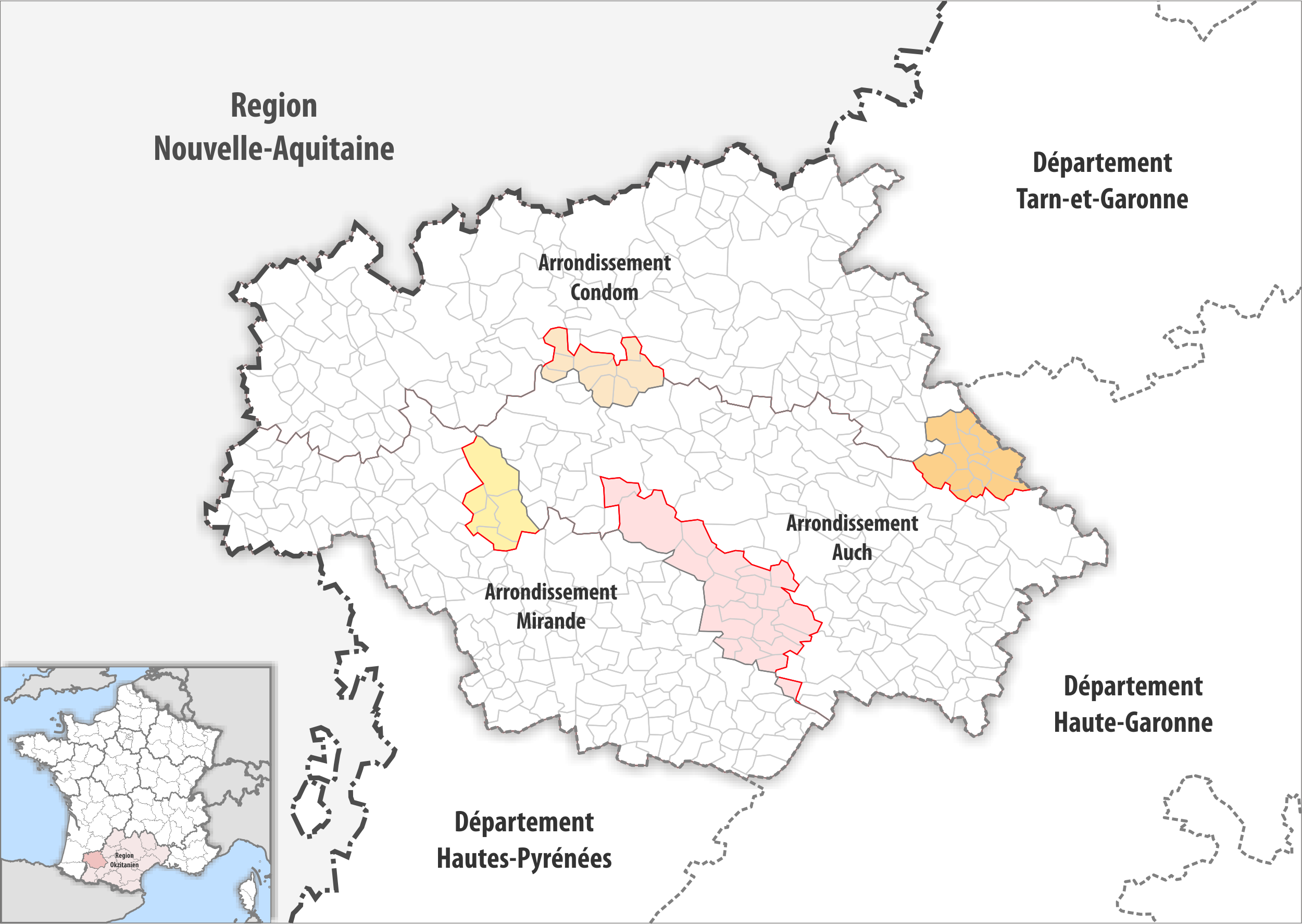
Arrondissementsanpassungen im Jahr 2017

Durch die Neuordnung der Arrondissements im Jahr 2017 wurde aus dem Arrondissement Condom die Fläche der neun Gemeinden Ayguetinte, Bezolles, Bonas, Castéra-Verduzan, Justian, Mourède, Roques, Rozès und Saint-Paul-de-Baïse und aus dem Arrondissement Mirande die Fläche der fünf Gemeinden Gazax-et-Baccarisse, Lupiac, Peyrusse-Grande, Peyrusse-Vieille und Saint-Pierre-d’Aubézies dem Arrondissement Auch zugewiesen.
Dafür wechselte vom Arrondissement Auch die Fläche der 13 Gemeinden Ardizas, Catonvielle, Cologne, Encausse, Monbrun, Roquelaure-Saint-Aubin, Sainte-Anne, Saint-Cricq, Saint-Georges, Saint-Germier, Sirac, Thoux und Touget zum Arrondissement Condom und die Fläche der 21 Gemeinden Barran, Boucagnères, Durban, Faget-Abbatial, Haulies, Labarthe, Lamaguère, Lasséran, Lasseube-Propre, Le Brouilh-Monbert, Meilhan, Moncorneil-Grazan, Monferran-Plavès, Orbessan, Ornézan, Pouy-Loubrin, Saint-Jean-le-Comtal, Sansan, Seissan, Tachoires und Traversères zum Arrondissement Mirande.